# Taia naticoides
Taia naticoides, in Aquaristikkreisen auch (Genoppte) Pianoschnecke oder Pinselalgenschnecke genannt, ist eine im Süßwasser lebende Schnecken-Art aus der Familie der Sumpfdeckelschnecken (Viviparidae).

## Merkmale
Das konische oder leicht konisch-eiförmige Gehäuse wird bis etwa 3,2 cm hoch und 2,1 cm breit. Die Skulptur besteht aus drei spiraligen Linien oder Leisten mit meist knotigen oder schuppenartigen Verdickungen. Auf dem Embryonalgehäuse sind zunächst drei Spiralleisten vorhanden, wovon die untere (periphere) Leiste stärker entwickelt ist. Sie kreuzen sich mit mehr oder weniger deutlich ausgebildeten Anwachsstreifen. Die Stärke der spiraligen Leisten ist sehr variabel. Das Gehäuse ist meist olivgrünlich mit spiraligen bräunlichen Binden; auf der ersten Windungen sind zwei Binden vorhanden, auf der letzten Windung drei Binden. Auch die Färbung ist variabel, so kann das Gehäuse auch eher bräunlich sein mit helleren Binden. Die Mündung ist in der Aufsicht annähernd dreieckig mit einem breiten und dicken Spindelkallus. Das birnenförmige Operculum ist glänzend hornfarben mit konzentrischen Anwachsstreifen. Es ist auf der Außenseite konkav gewölbt, auf der Innenseite besitzt es eine starke Leiste entlang des Innenrandes.
Der Kopf ist lang, und die Augen sitzen nahezu an der Basis der Fühler. Die Radula besteht aus sieben Elementen pro Querreihe, wobei der Mittelzahn sehr breit trapezförmig ist, der Marginalzahl ist lang und schmal.

## Geographische Verbreitung und Lebensraum
Taia naticoides kommt in den östlichen indischen Bundesstaaten Manipur und Tripura sowie im Inle-See in Myanmar vor. Sie lebt dort in Fließ- und Stillgewässern.

## Entwicklung und Lebensweise
Die Tiere sind getrenntgeschlechtlich und lebendgebärend. Die Befruchtung ist innerlich, die Eier entwickeln sich im Uterus; die Jungen verlassen den Uterus als fertige kleine Miniaturadulte. Die Tiere ernähren sich von Detritus.

## Taia naticoidesin der Aquaristik
Taia naticoides wird seit etwa 2007 in Süßwasseraquarien gehalten und ist auch im Aquaristikhandel erhältlich. Die Tiere sind einfach zu halten, benötigen aber eine Wassertemperatur von 24–28 °C.
Die Schnecke kann im Aquarium gegen Pinselalgen eingesetzt werden, sie meidet zwar große, verhärtete Algen; junge Algen werden aber gefressen.

## Taxonomie
Das Taxon wurde 1868 von William Theobald als Paludina naticordes (Text) bzw. Paludina naticoides (Tafel) erstmals beschrieben. Es ist die Typusart der Gattung Taia, die 1918 von Nelson Annandale aufgestellt wurde.

## Belege
- N. V. Subba Rao: Handbook Freshwater Molluscs of India. 289 S., Zoological Survey of India, Calcutta/Kolkata 1989, S. 54
- Ramakrishna, (und) Anirudha Dey: Handbook on Indian Freshwater Molluscs. 399 S., Zoological Survey of India, Kolkata & Delhi, 2007 ISBN 978-81-8171-146-5, S. 75

## Anmerkung
1. ↑  Das Vorkommen in Thailand beruht auf einer Aquaristikseite und konnte bisher durch Literatur nicht belegt werden.